# Ceresium delauneyi
Ceresium delauneyi är en skalbaggsart som beskrevs av Auguste Lameere 1893. Ceresium delauneyi ingår i släktet Ceresium och familjen långhorningar. Inga underarter finns listade i Catalogue of Life.